# João Antônio Luís Carrara Colfosco
João Antônio Luís Carrara Colfosco ou Giovanni Antonio Luigi Carrara Colfosco (Veneza  —  Rosário do Sul, 8 de outubro de 1910) foi um engenheiro italiano estabelecido no Rio Grande do Sul.
Veio para o Rio Grande do Sul como engenheiro construtor de pontes para a Viação Férrea do Rio Grande do Sul. Recomendado a Júlio Prates de Castilhos, foi encarregado por este da construção do Paço Municipal de Porto Alegre.
Em Rio Grande, casou-se com Arzelina Soares Rodrigues, com quem teve seis filhos. Depois residiu em diversas cidades do interior do Rio Grande do Sul, dentre elas Rosário do Sul, provavelmente acompanhando a expansão das linhas férreas. Também construiu a hidráulica de Quaraí.